# لارس كوسلووسكي
لارس كوسلووسكي (بالألمانية: Lars Koslowski) مواليد 22 مايو 1971 في كاسل، ألمانيا الغربية، هو لاعب كرة مضرب ألماني سابق بدأ مسيرته كمحترف سنة 1989 وكان يلعب باليد اليمنى. أعلى تصنيف له في الفردي كان المركز الـ 63 في سنة 1992.

## النهائيات

### الزوجي: 1 (0–1)
| الحصيلة | الرقم | السنة | الدورة                                | الأرضية | الشريك     | المنافس في النهائي          | النتيجة في النهائي |
| ------- | ----- | ----- | ------------------------------------- | ------- | ---------- | --------------------------- | ------------------ |
| الوصافة | 1.    | 1992  | بطولة كرواتيا المفتوحة للتنس, كرواتيا | ترابية  | ساندر غرون | ديفيد برينوزيل ريتشارد فوجل | 3–6, 7–6, 6–7      |

## روابط خارجية
- لارس كوسلووسكي على موقع رابطة محترفي التنس (الإنجليزية)
- لارس كوسلووسكي على موقع الاتحاد الدولي لكرة المضرب (الإنجليزية)
- لارس كوسلووسكي على موقع خلاصة التنس.كوم (الإنجليزية)